# Wilhelm von Munthe af Morgenstierne
Wilhelm Herman Ludvig von Munthe af Morgenstierne, född 1855, död 1939, var en norsk militär. Han var bror till Bredo von Munthe af Morgenstierne (1851-1930).
Munthe av Morgenstierne blev officer vid infanteriet 1877, överste 1907, generalmajor och chef för 4:e brigaden i Bergen 1912, samt erhöll avsked 1923. Han tjänstgjorde i generalstaben 1888-1907, var lärare vid krigsskolan 1891-1907 och bevistade som militärstipendiat Grekisk-turkiska kriget 1897. Munthe af Morgenstierne utgav bland annat Foredrag over den tysk-franske Krig 1870-71 (1894), Uddrag av Norges krigshistorie (1906) och Norges militærkalender (26 band, 1885-1910).